# Osella PA8

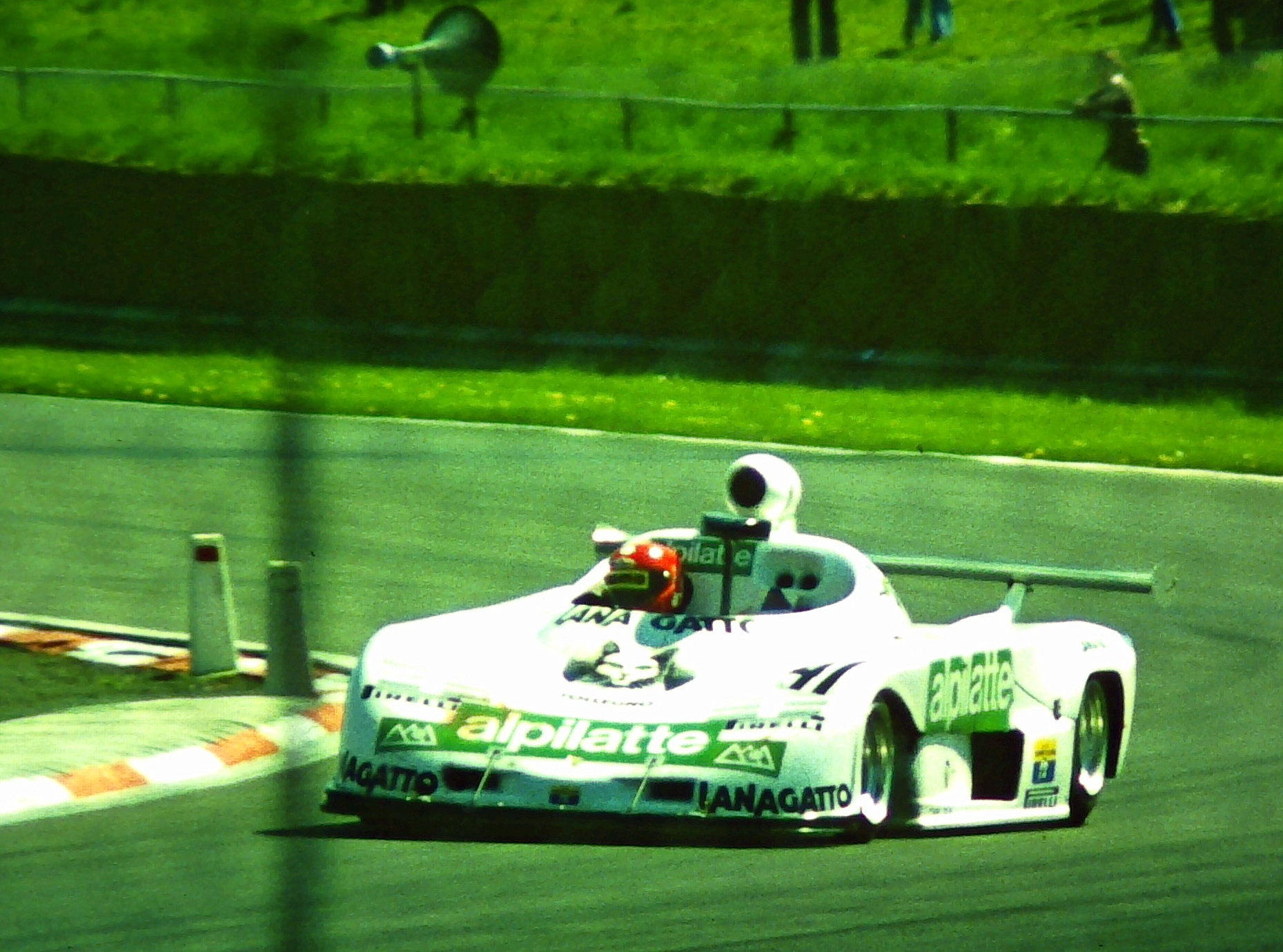
Vittorio Brambilla im Osella PA8 …

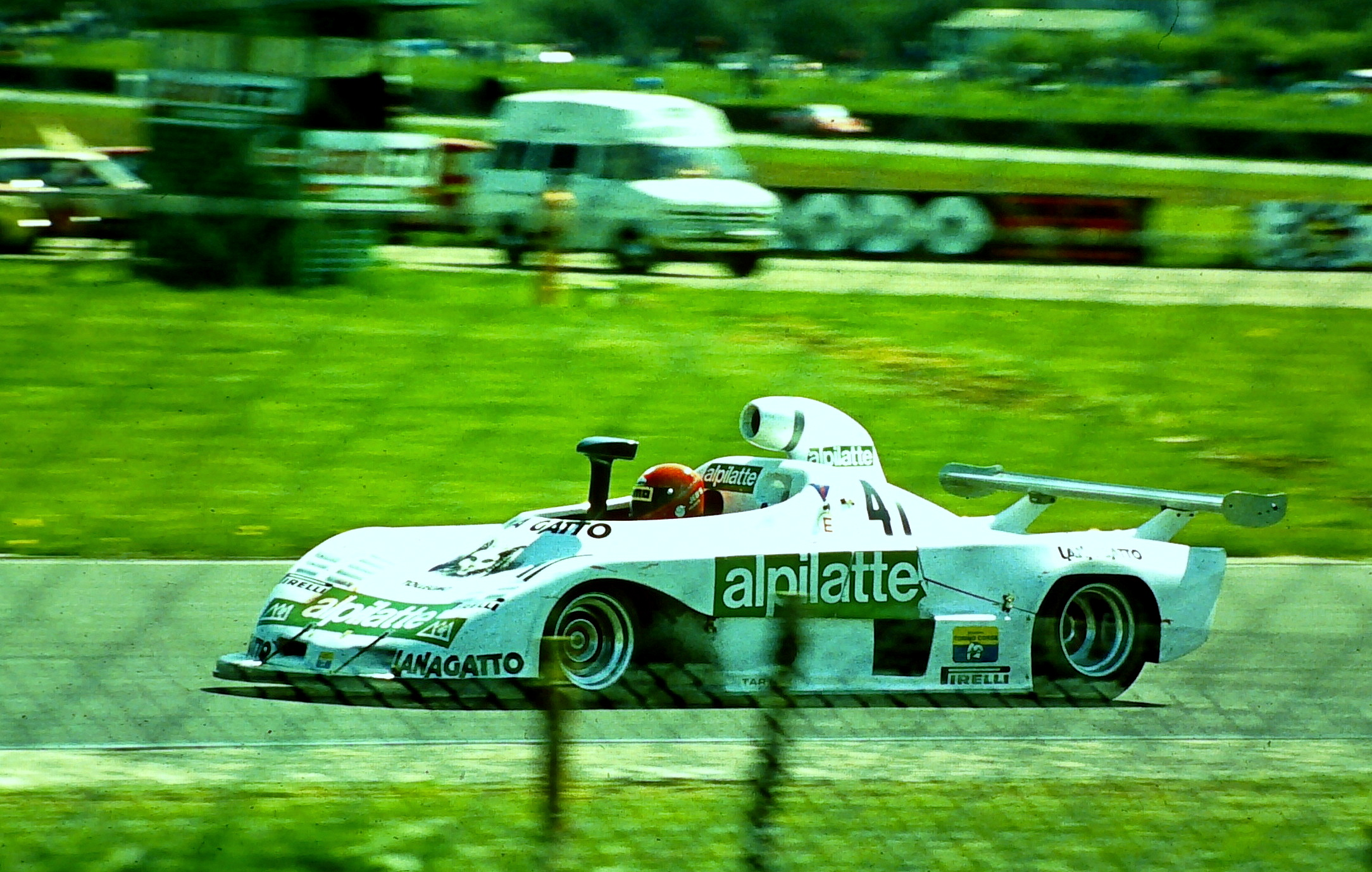
… beim 6-Stunden-Rennen von Silverstone 1980

Der Osella PA8 war ein Sportwagen-Prototyp, der 1980 bei Osella Squadra Corse entwickelt wurde und bis 1988 bei Sportwagen- und Bergrennen zum Einsatz kam.

## Entwicklungsgeschichte
Seit Anfang der 1970er-Jahre war Osella als Produzent von Rennfahrzeugen für den Sportwagensport aktiv. Der erste dieser Prototypen war der PA3, der 1974 erschien. Der PA8 war in der Reihenfolge der Typen das sechste Modell und folgte auf den PA7. Allen PA-Prototypen der 1980er-Jahre war gemein, dass sie weitgehend auf dem PA3 beruhten und nur Entwicklungsstufen dieses Rennwagens waren. Wie der PA7 wurde der PA8 für die 2-Liter-Rennformel entwickelt. Die Rennfahrzeuge wurden entweder in der italienischen Gruppe-6-Meisterschaft oder in der Klasse für Sportwagen bis zwei Liter Hubraum der Sportwagen-Weltmeisterschaft gemeldet. Ab Mitte der 1980er-Jahre wurde dieses Fahrzeugmodell auch in der französischen Gruppe-6-Meisterschaft und der Interserie eingesetzt. Die Motoren kamen fast ausschließlich von BMW, entweder der M12-2-Liter-Motor aus der Formel 2 oder später in der Interserie die M12/13-1,5-Liter-Turboaggregate, die ihren Ursprung in der Formel 1 hatten.

## Renngeschichte
Sein Renndebüt gab der PA8 im März 1980 beim 6-Stunden-Rennen von Brands Hatch, dem zweiten Wertungslauf der Sportwagen-Weltmeisterschaft 1980. Den Werkswagen fuhren Lella Lombardi und Marco Rocca. Das Duo konnte das Rennen nach einem Unfall nicht beenden. Den ersten Rennsieg feierte Giorgio Francia zwei Wochen später beim italienischen Gruppe-6-Meisterschaftslauf in Varano und sicherte sich nach fünf weiteren Siegen überlegen den Meistertitel.
Beim 24-Stunden-Rennen von Le Mans 1980 pilotierten Lella Lombardi und Mark Thatcher, der Sohn der britischen Premierministerin Margaret Thatcher, den Werks-PA8. Das Rennen endete nach 157 gefahrenen Runden durch einen Unfall vorzeitig.
1981 wurden die PA8 werkseitig durch die PA9 ersetzt und die vorhandenen Chassis an Privatteams verkauft. Einige Fahrer setzten ihre Rennwagen aber durchaus weiterhin erfolgreich ein. Bruno Sotty gewann 1985 die Gesamtwertung der französischen Gruppe-6-Meisterschaft vor seinen Marken- und Typenkollegen José Thibault und Jean-Claude Justice.